# Svaneke
Svaneke este un oraș în Danemarca.